# Polythrena melanicterata
Polythrena melanicterata là một loài bướm đêm trong họ Geometridae.